# Martin Helmchen
Martin Helmchen (Berlín, 21 de junio de 1982) es un pianista alemán de música clásica.

## Vida
Helmchen, hijo de un ingeniero industrial y una trabajadora social,  a los seis años recibió sus primeras lecciones de piano en la escuela de música de Steglitz y más tarde de Corinna Simon.  Completó sus estudios en la Universidad de Música Hanns Eisler de Berlín con Galina Iwanzowa  y después en la Universidad de Música de Hannover con Arie Vardi.  Ha participado y ganado diversos concursos internacionales.
Helmchen ha actuado entre otras con la Filarmónica de Berlín, la Filarmónica de Viena, la Orquesta Sinfónica Alemana de Berlín, la Filarmónica de Dresde, la Orquesta Tonhalle de Zúrich, la Orquesta de París, la Orquesta Filarmónica de Londres, la Academia de San Martin in the Fields., la Orquesta Sinfónica de Boston, la Orquesta de Cleveland, la Orquesta Filarmónica de Nueva York, la Filarmónica Real Flamenca, la Filarmónica de Oslo y la Orquesta Sinfónica de la NHK . Ha actuado con directores como David Afkham, Marc Albrecht, Herbert Blomstedt, Christoph von Dohnányi, Philippe Herreweghe, Manfred Honeck, Vladimir Jurowski, Andris Nelsons, Emmanuel Krivine, Andrés Orozco-Estrada, Christoph Poppen, Michael Sanderling y David Zinman.
Su atención se centra preferentemente en la música de cámara colaborando con muchos artistas de renombre, entre ellos Lars Vogt, Gidon Kremer, Christian Tetzlaff, Julia Fischer, Frank Peter Zimmermann, Carolin Widmann, Veronika Eberle, Antje Weithaas, Tabea Zimmermann, Heinrich Schiff, Sharon Kam, Sabine Meyer, Juliane Banse y Matías Goerne. 
Helmchen ha publicado numerosos álbumes, incluida la grabación de todos los conciertos para piano de Ludwig van Beethoven y su Triple Concierto, así como las obras completas para violín y piano de Franz Schubert (junto con Julia Fischer).
Desde 2010, Helmchen trabaja como profesor invitado de música de cámara en la Academia Kronberg. 
Martin Helmchen está casado con la violonchelista Marie-Elisabeth Hecker, con quien también colabora musicalmente y ha publicado varios álbumes, y es padre de tres hijas.  

## Premios y reconocimientos
- 2001: 1. Premio en el Concurso Internacional de Piano Clara Haskil [5]
- 2003: 1. Premio en el Olimpo de Piano Kissinger
- 2006: Premio Credit Suisse Artista Joven
- 2006: Echo Klassik en la categoría “Joven Artista del Año” (junto con Danjulo Ishizaka por el CD con sonatas para violonchelo de Mendelssohn, Franck y Britten, Sony Classical 2005)
- 2018: Beca de Villa Massimo en Roma

## Discografía (selección)
- Sonatas para violonchelo: Mendelssohn, Britten, Franck. Con Danjulo Ishizaka, violonchelo (Sony Classical; 2005)
- WA Mozart: Conciertos para piano en do mayor K 415, do menor K 491. Con la Orquesta de Cámara de los Países Bajos, dirigida por Gordan Nikolić (clásicos PentaTone; 20017)
- Schubert: Sonata para piano n.º 20 en La, De. 959, 6 Momentos musicales (clásicos de PentaTone; 2008)
- Franz Schubert: Obras completas para violín y piano Volumen 1. Con Julia Fischer (clásicos PentaTone; 2009)
- Franz Schubert : Quinteto Forellen. (Y otras obras de Schubert). Con Christian Tetzlaff, Antoine Tamestit, Marie-Elisabeth Hecker, Alois Posch, Aldo Baerten (clásicos de PentaTone y Deutschlandfunk; 2009)
- Brahms: Sonatas y trío. Con Sharon Kam, Gustav Rivinius (Clásicos de Berlín; 2009)
- Robert Schuman: Concierto para piano en la menor / Antonín Dvořák: Concierto para piano en sol menor. Con la Orquesta Filarmónica de Estrasburgo, director: Marc Albrecht (clásicos PentaTone; 2009)
- Mendelssohn: Los Conciertos para piano, Rondó brillante op.29. Con la Real Filarmónica Flamenca, director: Philippe Herreweghe (clásicos PentaTone; 2010)
- Franz Schubert: Obras completas para violín y piano Volumen 2. Con Julia Fischer (clásicos PentaTone; 2010)
- Shostakóvich: Concierto para piano núm. 1, Concierto para piano núm. 2 ; Quinteto con piano en sol menor. Con la Orquesta Filarmónica de Londres, director: Wladimir Jurowski (Orquesta Filarmónica de Londres; 2011)
- Robert Schumann: Estudios sinfónicos, Escenas del bosque, Arabeske (clásicos de PentaTone; 2012)
- Mozart: Conciertos para piano núm. 15 y 27. Con la Orquesta de Cámara de los Países Bajos, dirigida por Gordan Nikolić (clásicos PentaTone; 2014)
- Brahms: Sonatas para violonchelo. Con Marie-Elisabeth Hecker (Alpha Classics; 2016)
- Schubert: Arpeggione Sonata / Trío No. 2 . Con Marie-Elisabeth Hecker y Antje Weithaas (Alpha Classics; 2017)
- Beethoven: Variaciones Diabelli (Alpha Classics; 2018)
- Hindemith: La vida de María. Con Juliane Banse (Alpha Classics; 2018)
- Beethoven: Conciertos para piano 2 y 5 'Emperador'. Orquesta Sinfónica Alemana de Berlín, director: Andrew Manze (Alpha Classics; 2019)[6]
- Messiaen: Vingt Regards sur l'Enfant-Jésus (Alpha Classics; 2019)
- Beethoven: Las Sonatas para violín. Sonatas 1–4. Con Frank Peter Zimmermann (BIS; 2020)
- Beethoven: Concierto para piano 3 / Concierto triple. Con Antje Weithaas, Marie-Elisabeth Hecker, Deutsches Symphonie-Orchester Berlin, dirección: Andrew Manze (Alpha Classics; 2020)
- Beethoven: Conciertos para piano 1 y 4 . Orquesta Sinfónica Alemana de Berlín, director: Andrew Manze (Alpha Classics; 2020)